# Мон-де-Лан
Мон-де-Лан (фр. Mont-de-Lans) — колишній муніципалітет у Франції, у регіоні Овернь-Рона-Альпи, департамент Ізер. Населення — 1245 осіб (2011).
Муніципалітет був розташований на відстані близько 520 км на південний схід від Парижа, 130 км на південний схід від Ліона, 36 км на південний схід від Гренобля.

## Історія
До 2015 року муніципалітет перебував у складі регіону Рона-Альпи. Від 1 січня 2016 року належав до нового об'єднаного регіону Овернь-Рона-Альпи.
1 січня 2017 року Мон-де-Лан і Веноск було об'єднано в новий муніципалітет Ле-Дез-Альп.

## Демографія
Динаміка населення (INSEE ):
Розподіл населення за віком та статтю (2006):
| Стать | Всього | До 15 років | 15-24 | 25-44 | 45-64 | 65-85 | Понад 85 |
| --- | ------ | ----------- | ----- | ----- | ----- | ----- | -------- |
| Чоловіки | 532    | 72          | 68    | 232   | 140   | 20    | 0        |
| Жінки | 516    | 108         | 76    | 188   | 92    | 44    | 8        |
| \| Статево-вікова піраміда \| Статево-вікова піраміда \| Статево-вікова піраміда \| \| ----------------------- \| ----------------------- \| ----------------------- \| \| Чоловіки \| Вік \| Жінки \| \| 0 \| 85 + \| 8 \| \| 4 \| 80-84 \| 4 \| \| 0 \| 75-79 \| 20 \| \| 16 \| 70-74 \| 4 \| \| 0 \| 65-69 \| 16 \| \| 36 \| 60-64 \| 16 \| \| 28 \| 55-59 \| 20 \| \| 48 \| 50-54 \| 16 \| \| 28 \| 45-49 \| 40 \| \| 52 \| 40-44 \| 20 \| \| 64 \| 35-39 \| 48 \| \| 52 \| 30-34 \| 68 \| \| 64 \| 25-29 \| 52 \| \| 44 \| 20-24 \| 44 \| \| 24 \| 15-20 \| 32 \| \| 24 \| 10-14 \| 40 \| \| 24 \| 5-9 \| 20 \| \| 24 \| 0-4 \| 48 \| |        |             |       |       |       |       |          |
| Статево-вікова піраміда |        |             |       |       |       |       |          |
| Чоловіки | Вік    | Жінки       |       |       |       |       |          |
| 0 | 85 +   | 8           |       |       |       |       |          |
| 4 | 80-84  | 4           |       |       |       |       |          |
| 0 | 75-79  | 20          |       |       |       |       |          |
| 16 | 70-74  | 4           |       |       |       |       |          |
| 0 | 65-69  | 16          |       |       |       |       |          |
| 36 | 60-64  | 16          |       |       |       |       |          |
| 28 | 55-59  | 20          |       |       |       |       |          |
| 48 | 50-54  | 16          |       |       |       |       |          |
| 28 | 45-49  | 40          |       |       |       |       |          |
| 52 | 40-44  | 20          |       |       |       |       |          |
| 64 | 35-39  | 48          |       |       |       |       |          |
| 52 | 30-34  | 68          |       |       |       |       |          |
| 64 | 25-29  | 52          |       |       |       |       |          |
| 44 | 20-24  | 44          |       |       |       |       |          |
| 24 | 15-20  | 32          |       |       |       |       |          |
| 24 | 10-14  | 40          |       |       |       |       |          |
| 24 | 5-9    | 20          |       |       |       |       |          |
| 24 | 0-4    | 48          |       |       |       |       |          |

## Економіка
2010 року серед 948 осіб працездатного віку (15—64 років) 800 були активними, 148 — неактивними (показник активності 84,4%, у 1999 році було 87,4%). З 800 активних мешканців працювала 771 особа (421 чоловік та 350 жінок), безробітними було 29 (8 чоловіків та 21 жінка). Серед 148 неактивних 74 особи були учнями чи студентами, 30 — пенсіонерами, 44 були неактивними з інших причин.

У 2010 році в муніципалітеті числилось 487 оподаткованих домогосподарств, у яких проживали 1038,5 особи, медіана доходів виносила 20 424 євро на одного особоспоживача